# Cruz de Caravaca
La Cruz de Caravaca es, según la tradición cristiana, una reliquia de la cruz en la que Jesucristo fue crucificado. Se conserva en un relicario con forma de Cruz patriarcal o Cruz de Lorena (una cruz de doble brazo, de 7 cm el superior y de 10 cm el inferior), y de uno vertical (de 17 cm), en la basílica del Real Alcázar de la Vera Cruz en Caravaca de la Cruz (Región de Murcia, España) y es patrimonio religioso de la Real e Ilustre Cofradía de la Santísima y Vera Cruz de Caravaca.

## Historia

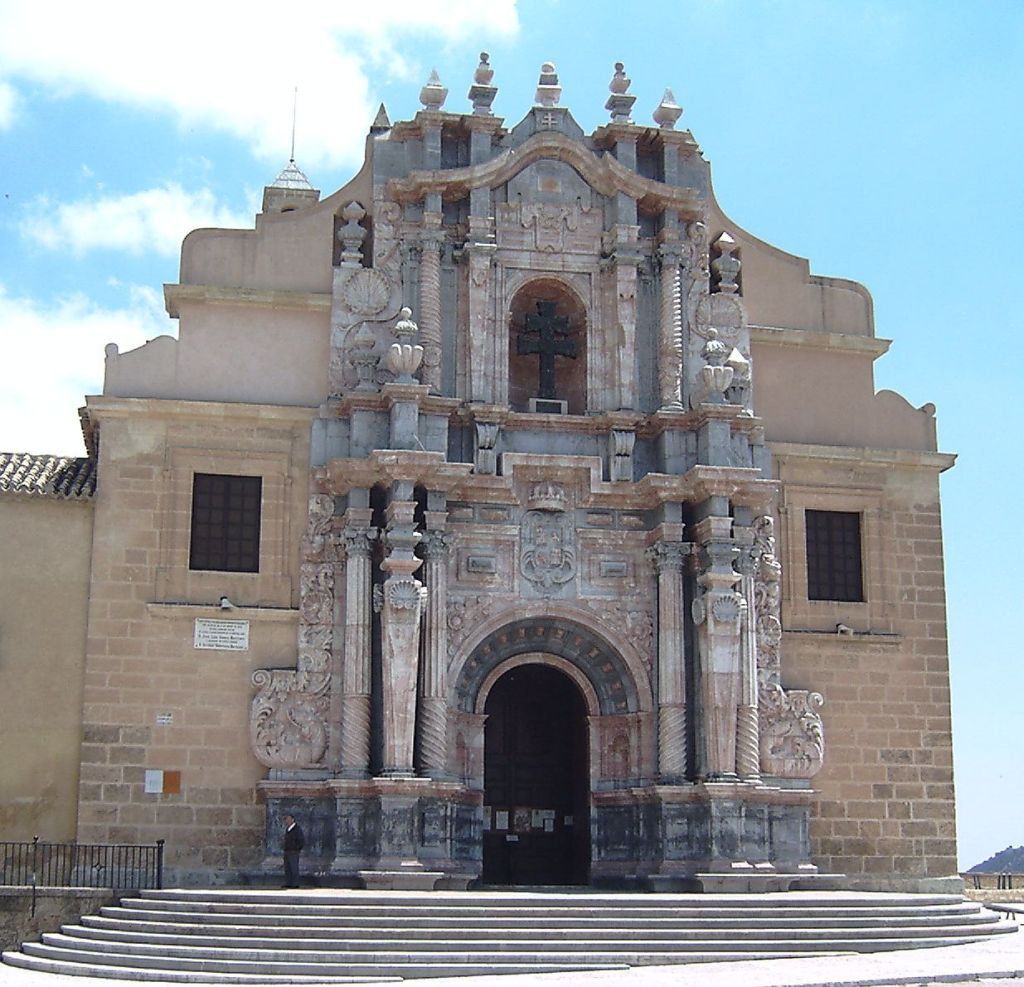
Fachada barroca de la Basílica de la Vera Cruz.

En la obra «Pentaplon christianae pietatis», de 1546, de Antonio de Honcala, se dice que, en el siglo XIII, un sacerdote se adentró en territorio moro para predicar el Evangelio. Fue arrestado por los musulmanes y llevado ante el gobernante Zayd Abu Zayd. Este le interrogó sobre la misa y el sacerdote se la explicó de tal modo que el gobernante quiso que se celebrase en su presencia. El sacerdote carecía de los elementos necesarios para celebrarla y mandó a buscarlos a la Villa de Concha, que se encontraba en poder de los cristianos. No obstante, la Cruz fue olvidada. El clérigo, sin darse cuenta de la ausencia de la misma, comenzó con la celebración de la misa pero al darse cuenta se detuvo. El gobernante, que se encontraba viendo la misa con su familia, le preguntó qué le ocurría. El clérigo contestó: "No hay cruz". En ese momento el musulmán vio a dos ángeles que colocaban la Cruz sobre el altar y señalaban con el dedo el deseado objeto, y dijo: "¿No será eso de ahí?". El sacerdote dio gracias a Dios y continuó con la misa. Según la leyenda, este suceso hizo que el gobernante musulmán y su familia se convirtiesen al cristianismo. Según la mayoría de las versiones del relato, el clérigo se llamaba Ginés Pérez Chirino o Quirino, era originario de Mahora, provincia de Albacete, y venía de Cuenca, donde era discípulo del obispo San Julián, que le puso a prestar servicio en la catedral. Según otra versión, se llamó Fernán Pérez y por eso uno de los hijos del gobernante fue bautizado como Fernán Pérez.
Leonardo Mayor Izquierdo sitúa la fecha del milagro el 3 de mayo de 1231. Dom F. Renón, con datos de la monografía sobre la Vera Cruz de Caravaca de Juan Robles Corbalán de 1615, sitúa el milagro el 1227. Zayd Abu Zayd comunicó en 1228 al papa Gregorio IX su intención de convertirse al cristianismo. Esta conversión tuvo lugar con posterioridad a esa fecha.
Existe otra leyenda sobre su origen. Cuando Santa Elena encontró la Vera Cruz en el siglo IV entregó un trozo al patriarca de Jerusalén. En el siglo XIII el emperador Federico II Hohenstaufen fue a proclamarse rey de Jerusalén, para lo cual puso la reliquia en su pecho. Sin embargo, debido a su escasa piedad, aparecieron dos ángeles y se la llevaron, apareciendo en Caravaca posteriormente.
Otra historia, más prosaica, dice que cuando Caravaca fue conquistada por Jaime I el Conquistador y entregada a Fernando III el Santo el año 1244, por el Tratado de Almizra, éste entregó la ciudad a los templarios, los cuales trajeron la Vera Cruz, según la norma de la Orden de tenerla en todas las encomiendas. Habría sido situada en un relicario con forma de cruz patriarcal por ser una cruz simbólica templaria.
La Cruz sirvió de bandera y talismán contra ulteriores ataques andalusíes, en especial los llevados a cabo por Muhammad ibn Nasr, emir de Arjona y Granada. Con ello, Caravaca se consolidaría como bastión de la frontera hispano-islámica.
La leyenda dice que, en el siglo XIII, los templarios estaban sitiados en el castillo por los musulmanes y el agua de los aljibes de la fortaleza se pudrió. Un grupo de templarios logró salir y fue a buscar agua a los manantiales, pero estos habían sido envenenados por los sitiadores. Solo encontraron vino, por lo que cargaron con él varios odres que llevaron en los caballos. Al volver a la fortaleza, tras atravesar de nuevo con éxito las líneas enemigas, bendijeron el vino con la Vera Cruz y se lo dieron a los enfermos, que sanaron, y esparcieron parte del vino por los aljibes, que quedaron purificados. De esta forma pudieron resistir en el sitio, retirándose finalmente las huestes musulmanas. Esta tradición, conocida como los Caballos del Vino, se rememora cada 2 de mayo, cuando las peñas caballistas caravaqueñas engalanan un caballo y eligen a cuatro representantes para correr una carrera en la cuesta de acceso al Santuario de la Vera Cruz.
El Maestre de la Orden de Santiago, Lorenzo Suárez de Figueroa, peregrinó a Caravaca en 1390 y donó una caja de plata dorada para guardar la reliquia.
A partir del siglo XIV se promulgaron bulas de indulgencia a los que visitasen la capilla donde estaba la Cruz. Las dos primeras que se conservan fueron promulgadas por Clemente VII de Aviñón en 1379 y el 30 de enero de 1392. El primer Papa de Roma que otorgó indulgencias por esto fue Pío V en 1572. Posteriormente, estas indulgencias serían ampliadas por Gregorio XV en 1622, y confirmadas por Urbano VIII (1623-1644), Clemente X (1670-1676) e Inocencio XII (1691-1700).
En 1536 el comendador Pedro Fajardo y Chacón, I marqués de los Vélez, donó una custodia de oro y un portacruz de plata, valorados en 1000 ducados.
En 1711 el duque de Montalto donó un relicario. Este fue sustituido por otro en 1777, donado por el duque de Alba.

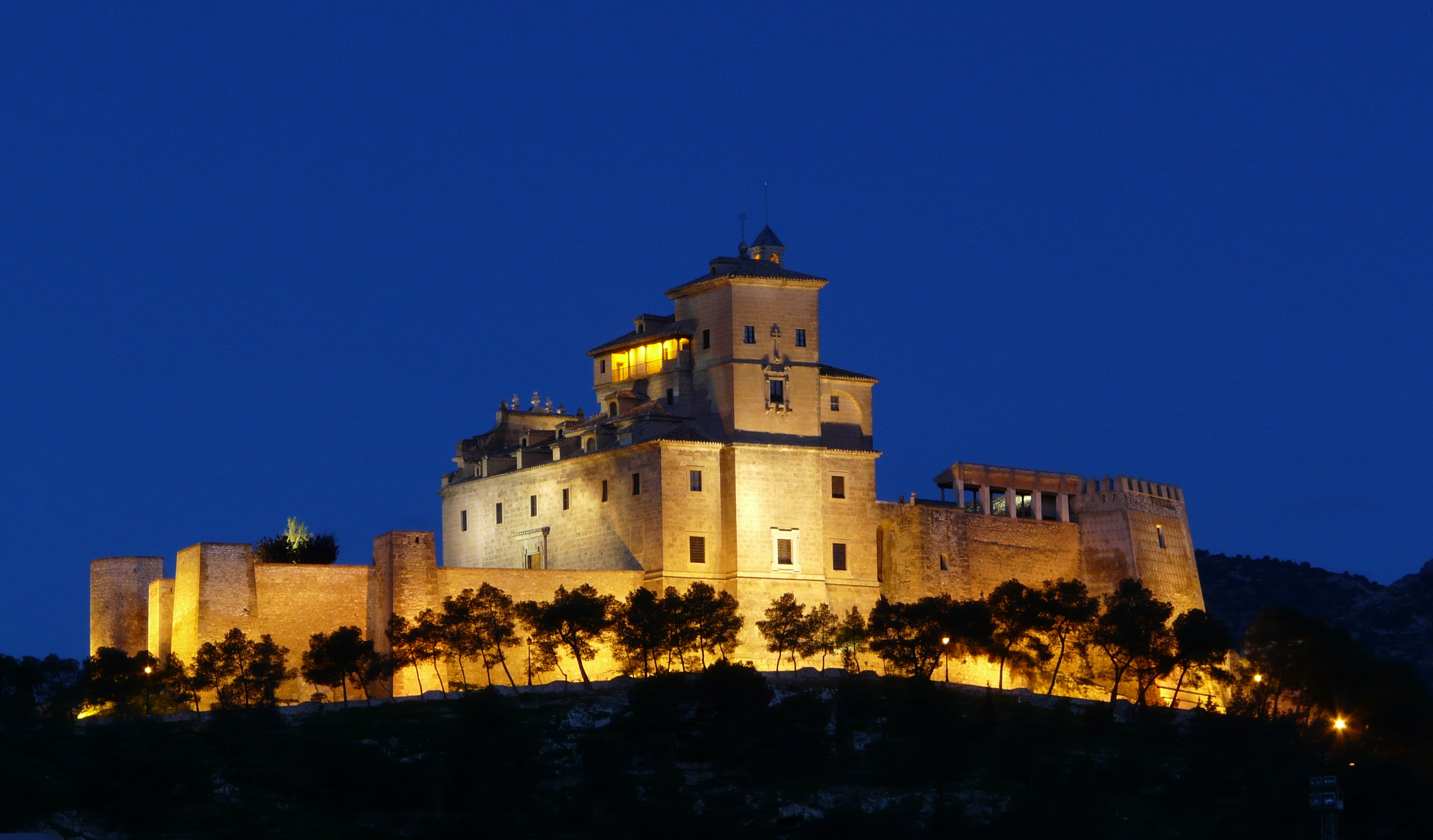
Castillo de Caravaca, en cuyo interior se encuentra la Basílica de la Vera Cruz

### Guerra de la Independencia
Entre el 9 y el 11 de noviembre de 1810 las tropas francesas, al mando del coronel conde de Espard, ocuparon Caravaca. Dieron muerte a los que se les resistieron y saquearon casas y comercios. También expoliaron la custodia de la Vera Cruz donada en 1536. No obstante, no se llevaron la reliquia, que había sido llevada al convento de las carmelitas, donde se colocó en un relicario de madera en forma de Cruz. El relicario de madera, que se conserva, tiene escrito "Esta Cruz estuvo en el engarce de la Stma Cruz todo el tiempo de los franceses". Cuando las monjas abandonaron la localidad en 2003, dejaron el relicario de madera en el convento de los frailes carmelitas.
En mayo de 1811 el capellán del Santuario de la Vera Cruz de Caravaca comunicó al Ayuntamiento que la custodia expoliada el año anterior se encontraba en manos de un comerciante de Baza, que la había comprado a un oficial francés por 2 800 reales. El comerciante ofrecía venderla por ese mismo precio, sin obtener beneficio, a Caravaca. La compra fue realizada por suscripción popular.
Las tropas francesas volvieron a Caravaca el 15 de octubre, siendo derrotadas en la Batalla de Santa Inés. El 18 de diciembre de 1811 hubo otro intento de las tropas francesas de entrar en Caravaca, que fue rechazado por los españoles desde el interior del castillo.
El 26 de septiembre de 1812 un grupo de entre 45 000 y 50 000 tropas francesas llegaron a Caravaca en retirada desde Andalucía. El coronel español Entrena hizo disparar los cañones desde el castillo contra las tropas invasoras. Entonces las francesas se dispusieron a colocar una o dos baterías de artillería para destruir el castillo y a toda la población. No obstante, llegó el mariscal Jean-de-Dieu Soult y canceló la operación. Pensó que aquello retrasaría la marcha y encargó a sus tropas dirigirse a Cehegín, que fue saqueada y destruida. Caravaca había estado cercada entre el 26 y el 30 de septiembre. El alcalde Antonio Aniceto López organizó una ceremonia de acción de gracias a la Santísima Cruz el 7 de octubre por haber librado a la población de su municipio.

### sigloXX
La Cruz fue objeto de un robo sacrílego la noche del 14 de febrero de 1934. Los ladrones hurtaron la sagrada reliquia y el relicario que la contenía, donación de la Casa de Alba en 1777, dejando la arqueta que guardaba a ambas y que donó en 1390 Lorenzo Suárez de Figueroa, Maestre de la Orden de Santiago.
El 30 de abril de 1942 llegaron a Caravaca dos fragmentos con un documento impreso en latín, expedido el 15 de abril de 1942 por el dominico fray Gabriel Moriondo, obispo de Caserta, que al menos desde 1930 estuvo relacionado con las reliquias vaticanas, certificando que procedían de la Cruz de Jesucristo y autorizando que fuesen expuestos en cualquier iglesia, capilla pública u oratorio. Ambos fragmentos fueron guardados en un relicario que era una réplica del sustraído. La reliquia llegó a tiempo para la celebración de las fiestas de mayo en honor a la Vera Cruz.
San Juan Pablo II concedió, a petición del obispo de Cartagena, un año jubilar a la ciudad el 2 de enero de 1981. En 1998, a petición del obispo de Cartagena y de la Real e Ilustre Cofradía de la Santísima y Vera Cruz de Caravaca, San Juan Pablo II concedió perpetuamente un año jubilar cada siete años al santuario, comenzando el primero en 2003, y otorgando indulgencia plenaria, bajo las condiciones habituales, durante los días 3 de mayo y 14 de septiembre, o peregrinando en grupo. Caravaca pasó a convertirse en una de las cinco ciudades del mundo con este privilegio, las consideradas "ciudades santas". Las otras son Jerusalén, Roma, Santiago de Compostela, y Santo Toribio de Liébana.

### Extensión de la devoción
La devoción a la Cruz de Caravaca fue extendida por todo el orbe cristiano –incluidas Polonia, Francia, Alemania, Inglaterra, América, etc.– merced a la Compañía de Jesús. 
La Cruz de Caravaca ha alcanzado gran popularidad y es usada por algunos practicantes del esoterismo como un amuleto.

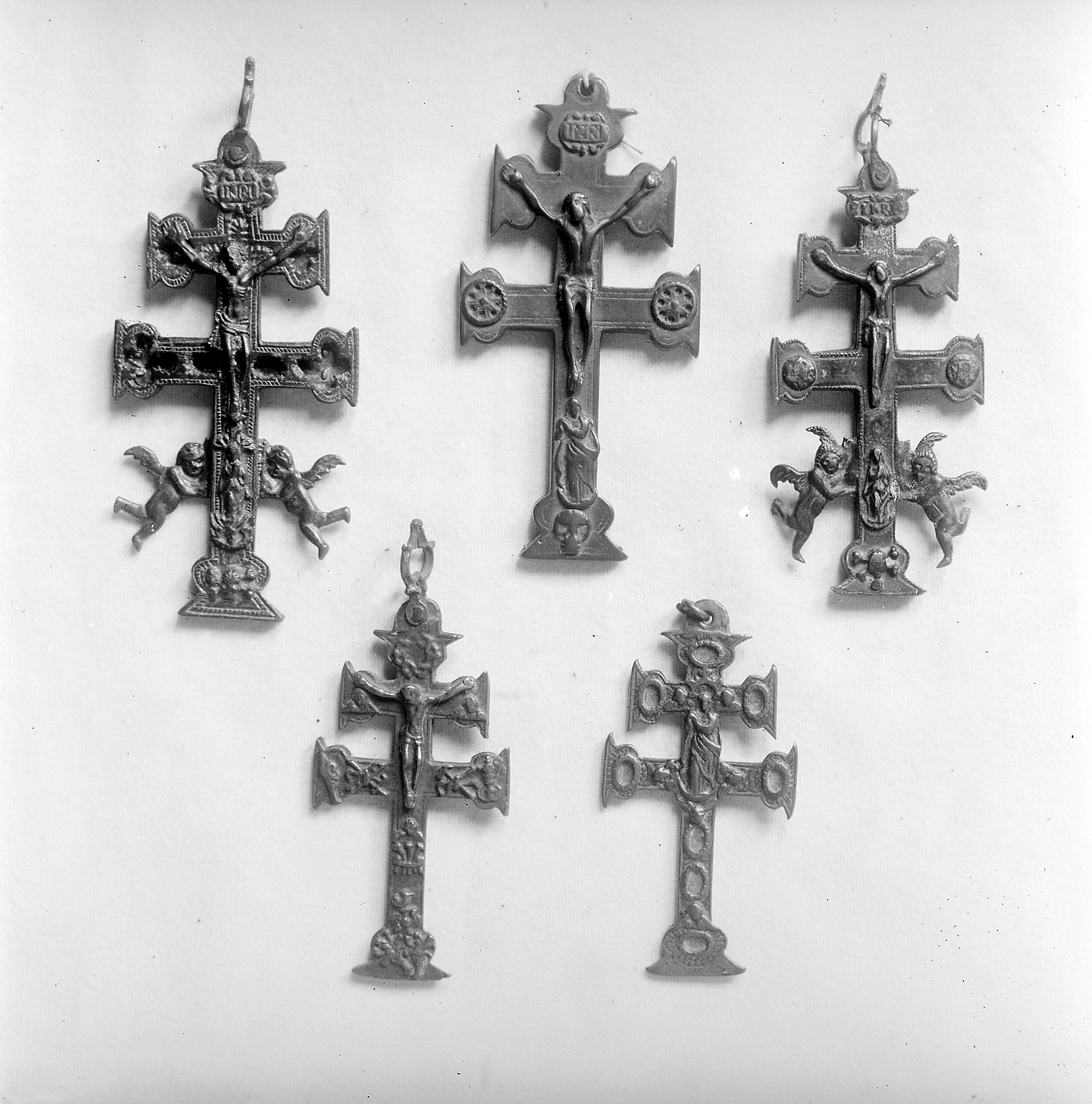
Colgantes Cruz de Caravaca

## Camino de la Cruz de Caravaca
Caravaca de la Cruz, al ser considerada "Ciudad Santa," es desde hace siglos un lugar de peregrinación permanente para los cristianos, existiendo diversos recorridos no motorizados que finalizan en la Basílica de la Vera Cruz. Todas ellos configuran el llamado Camino de la Cruz de Caravaca. Estos son los ocho itinerarios oficiales puestos en valor en España. 
- Camino de Levante.[29]
- Camino del Lignum Crucis.[29]
- Camino del Mediterráneo.[29]
- Camino de la Vera Cruz (Camino de los Templarios) .[29]
- Camino Espiritual del Sur.[29]
- Camino de San Juan de la Cruz.[29]
- Camino de los Vélez.[29]
- Camino del Argar.[29]

## Fiestas
La ciudad de Caravaca de la Cruz celebra las Fiestas Patronales de la Santísima y Vera Cruz del 1 al 5 de mayo, reproduciendo con actos, procesiones y desfiles de Moros y Cristianos, el pasado medieval y religioso de la ciudad. El 2 de mayo se celebran los Caballos del Vino.

## Críticas al relato legendario
El relato de la legendaria aparición de la Cruz en Caravaca y las circunstancias que rodearon el fabuloso e increíble suceso, ya fueron objeto de refutación en 1684 por parte del jesuita Daniel Papebroch. En 1885 se publicó la obra «Historia de Caravaca y de su Santísima Cruz», de Quintín Bas y Martínez. Tras esto, Vicente de la Fuente, de la Real Academia de la Historia, realizó un informe crítico con la autenticidad de la tradición cristiana sobre el hallazgo de la Vera Cruz, mencionando la obra del jesuita Paperbroch.
Entre las dudas que presenta Vicente de la Fuente está que de extrañar que Abu Zayd (de quien no está probado que estuviese nunca en Caravaca), necesitase saber por el cura cautivo en qué consistía la misa, ya que, como antiguo gobernador de Valencia y gobernante de Murcia, había tenido numerosos súbditos mozárabes que se lo podían haber mostrado, y que una cruz para la misa se hubiera podido hacer fácilmente con dos palos y un clavo en cinco minutos.
Francisco Codera y Zaidín, de la Real Academia de la Historia, también realizó una reseña sobre el libro de Bas y Martínez.